# Euthecosomata
Euthecosomata Meisenheimer, 1905 è un sottordine di molluschi nudibranchi dell'ordine degli Pteropodi.

## Descrizione
Questi molluschi, la maggior parte di quali ha dimensioni inferiori a 1 cm, si caratterizzano per la presenza di una delicata conchiglia translucente di aragonite.

## Biologia
Gli pteropodi dotati di conchiglia rivestono un ruolo importante nel ciclo del carbonio, legando l'anidride carbonica atmosferica e dell'acqua marina sotto forma di carbonato di calcio. In virtù di tale caratteristica, tali organismi risultano notevolmente vulnerabili al processo di acidificazione degli oceani.

## Distribuzione e habitat
Sono molluschi planctonici con distribuzione cosmopolita, diffusi a tutte le latitudini, dai poli all'equatore.

## Tassonomia
Il sottordine Euthecosomata comprende due superfamiglie e sei famiglie:
- Superfamiglia Cavolinioidea Gray, 1850(1815)
  - Cavoliniidae Gray, 1850 (1815)
  - Cliidae Jeffreys, 1869
  - Creseidae Rampal, 1973
- Superfamiglia Limacinoidea Gray, 1840
  - Heliconoididae Rampal, 2019
  - Limacinidae Gray, 1840
  - Thieleidae Rampal, 2019